# Хендерсон, Джеймс Уилсон
Джеймс Уилсон Хендерсон (англ. James Wilson Henderson; 1 апреля 1817, Теннесси — 4 мая 1880, Хьюстон) — 4-й губернатор штата Техас, член демократической партии.

## Биография
Джеймс Хендерсон родился в округе Самнер, штат Теннесси. В 19 лет он переехал в Техас, чтобы присоединиться к борьбе за независимость, однако приехал слишком поздно, чтобы принять участие в войне.
Хендерсон поселился в округе Харрис и стал окружным геодезистом, а также изучал юриспруденцию и был принят в коллегию адвокатов. В 1842 он прервал свою практику, чтобы присоединиться добровольцем к карательной Сомервельской экспедиции против Мексики в ответ на три грабительских набега мексиканской армии.
В 1843 году Хендерсон был избран в Палату представителей Техаса, а в 1847 году стал спикером Палаты. 4 августа 1851 года он был избран вице-губернатором штата, а 23 ноября 1853 года, после отставки его предшественника Питера Белла, стал четвёртым губернатором Техаса. На посту губернатора Хендерсон отработал оставшиеся 28 дней срока полномочий Белла. В 1857—1861 годах он вновь был членом Палаты представителей штата.
Во время гражданской войны Хендерсон присоединился к армии Конфедерации, был произведён в капитаны и воевал под началом генерала Джона Магрудера. В 1866 году он был делегатом Конституционного конвента.
В 1877 году Хендерсона разбил паралич и он умер 4 мая 1880 года в доме своей сестры в Хьюстоне. Похоронен на хьюстонском кладбище Гленвуд.